# Неверов, Геннадий Васильевич
Геннадий Васильевич Неверов (1938—1999) — советский и российский государственный деятель, генерал-майор.

## Биография
Родился 11 февраля 1938 года в Архангельске.
После окончания средней школы № 50 в городе Соломбала, поступил в Архангельский лесотехнический институт (в настоящее время Северный (Арктический) федеральный университет), который окончил в 1961 году с дипломом инженера-механика. По распределению работал инженером на Соломбальском механическом заводе.
С 1964 года находился на службе в органах госбезопасности. С января по декабрь 1964 года был слушателем Высших курсов КГБ СССР в Минске. С 1965 года работал оперуполномоченным и старшим оперуполномоченным, а с 1974 года — заместителем начальника Северодвинского городского отдела Управления КГБ по Архангельской области. С 1978 года — заместитель начальника, в 1979—1984 годах — начальник отдела контрразведки (2-й отдел) Управления КГБ; в 1984—1986 годах — заместитель начальника Управления КГБ по Архангельской области.
С февраля 1987 по февраль 1989 года Геннадий Васильевич руководил оперативной группой Представительства КГБ СССР в провинции Балх при органах безопасности Республики Афганистан. Принимал активное участие в координации боевых действий подразделений Советской армии с частями вооруженных сил Афганистана, участвовал в планировании и организации боевых операциях и в переговорах с главарями вооруженных оппозиций. Был удостоен наград Демократической Республики Афганистан.
В 1989 году вернулся в СССР и по 1990 год работал заместителем начальника Управления КГБ по Владимирской области. В 1990—1991 годах — начальник Управления КГБ по Архангельской области. После распада СССР остался служить в органах госбезопасности России: был начальником территориального органа госбезопасности (УАФБ) по Архангельской области. С 1993 года в звании генерал-майора находился в отставке.
Умер 6 мая 1999 года в Архангельске. Был похоронен на Кузнечевском кладбище города рядом с женой — Неверовой Ниной Васильевной.
Был награждён орденом Красной Звезды и советским орденом Демократической Республики Афганистан «Дружба народов», а также советскими и афганскими медалями; удостоен знака «Почётный сотрудник госбезопасности».